# Nógrád (ancien comitat)
Nógrád  est un ancien comitat de la Grande Hongrie, au sein de l'Autriche-Hongrie, et ce nom désigne toujours, officieusement, le territoire correspondant. En 1918, la république démocratique de Hongrie se disloque et la première république tchécoslovaque est proclamée : le traité de Trianon de 1920 officialise le partage entre les deux pays du comitat de Nógrád dont le territoire est actuellement dans le sud de la Slovaquie (région de Banská Bystrica) et dans le nord de la Hongrie (comitat moderne de Nógrád).